# RMI2
RMI2 (англ. RecQ mediated genome instability 2) – білок, який кодується однойменним геном, розташованим у людей на 16-й хромосомі. Довжина поліпептидного ланцюга білка становить 147 амінокислот, а молекулярна маса — 15 865.
| 10         |  | 20         |  | 30         |  | 40         |  | 50         |
| ---------- |  | ---------- |  | ---------- |  | ---------- |  | ---------- |
| MAAAADSFSG |  | GPAGVRLPRS |  | PPLKVLAEQL |  | RRDAEGGPGA |  | WRLSRAAAGR |
| GPLDLAAVWM |  | QGRVVMADRG |  | EARLRDPSGD |  | FSVRGLERVP |  | RGRPCLVPGK |
| YVMVMGVVQA |  | CSPEPCLQAV |  | KMTDLSDNPI |  | HESMWELEVE |  | DLHRNIP    |

A: Аланін

C: Цистеїн

D: Аспарагінова кислота

E: Глутамінова кислота

F: Фенілаланін

G: Гліцин

H: Гістидин

I: Ізолейцин

K: Лізин

L: Лейцин

M: Метіонін

N: Аспарагін

P: Пролін

Q: Глутамін

R: Аргінін

S: Серин

T: Треонін

V: Валін

W: Триптофан

Кодований геном білок за функцією належить до фосфопротеїнів. 
Задіяний у таких біологічних процесах, як реплікація ДНК, ацетилювання, альтернативний сплайсинг. 
Білок має сайт для зв'язування з ДНК. 
Локалізований у ядрі.